# Angelo Sala
Angelo Sala (Vicenza, 1576 – Bützow, 1637) è stato un medico e chimico italiano.

## Biografia
Di confessione religiosa calvinista, abbandonò l'Italia, stabilendosi a Ginevra, studiando medicina per qualche anno. La sua idea era quella di modernizzare la medicina, seguendo l'indirizzo della iatrochimica inaugurato da Paracelso.
Lavorò come dottore a Dresda (1602), a Sondrino (1604), a Norimberga (1606), a Fraundfeld (1607) per poi tornare a Ginevra (1609). Nel 1610 lavorò anche come medico per il Conte Johann von Nassau. Dal 1612 al 1617 lavorò a L'Aia nei Paesi Bassi. Successivamente fu il medico personale del Conte Anton Günther von Oldenburg. Angelo Sala era anche responsabile di tutte le farmacie della provincia di Oldenburg. Nel 1620 egli si trasferì in Amburgo lavorando come Chymiater. Dopo qualche anno ad Amburgo lavorò come medico per il Landgraf Moritz von Hessen-Kassel e successivamente per il Duca Johann Albrecht II di Meclemburgo-Güstrow. Nel 1625 divenne professore di medicina all'università di Rostock.
Nell'estate del 1629 Sala seguì Duca Johann Albrecht II di Meclemburgo-Güstrow a Lubecca a causa di importanti cambiamenti politici. Continuò a lavorare come medico per il Duca fino al 1636. Successivamente diventò medico del figlio del Duca, Herzog Gustav Adolf von Mecklenburg-Güstrow.
Morì il 2 ottobre 1637 a Bützow.

## Dottrina e attività
Seguace di Paracelso, adottò una concezione corpuscolare della materia. Fondamentali le ricerche in ambito analitico, grazie alle quali offrì una dettagliata descrizione di numerosi preparati chimici.
Angelo Sala scrisse 19 pubblicazioni in italiano, tedesco, francese e latino. Sala è il fondatore della chimica degli zuccheri.
Nel 1614, Angelo Sala notò come la luce del sole avesse la proprietà di annerire il nitrato d'argento; per questa proprietà questo sale sarà successivamente utilizzato nella produzione delle prime fotografie.